# Guðmundur Ingi Guðbrandsson
Guðmundur Ingi Guðbrandsson, né le 28 mars 1977 à Brúarland, est un homme politique islandais. 
Depuis 2021, il est ministre des Affaires sociales et du Travail après avoir été ministre de l'Environnement et des Ressources naturelles de 2017 à 2021. 
Il a également été directeur général de Landvernd, une organisation de protection de l'environnement de 2011 à 2017. 

## Éducation et carrière
Guðmundur Ingi Guðbrandsson est titulaire d'une licence de biologie obtenue à l'université d'Islande et d'une maîtrise en sciences de l'environnement obtenue à l'Université Yale (États-Unis). 
Il a travaillé dans la recherche en écologie à l'Université d'Islande et au Service de conservation des sols d'Islande. Il a ensuite travaillé à l'Institut des pêches en eau douce à Hólar. Depuis 2006, il enseigne à temps partiel à l'Université d'Islande, à l'Université agricole d'Islande et au Centre universitaire des fjords de l'ouest. Il a également travaillé comme garde forestier dans les parcs nationaux de Thingvellir et du Vatnajökull. 
Il a été l'un des fondateurs de l'Association islandaise des écologistes et en a été le premier président entre 2007 et 2010. En 2011, il est devenu directeur général de Landvernd, une association islandaise de protection de l'environnement, poste qu'il a occupé pendant 6 ans,. 
Contrairement aux autres membres du gouvernement Jakobsdóttir, il n'exerce pas de mandat parlementaire en plus de sa fonction ministérielle. Lors de sa nomination en 2017, il est devenu le premier homme ouvertement homosexuel à devenir ministre en Islande. 